# Čtvrtá vláda Viktora Orbána
Čtvrtá vláda Viktora Orbána, maďarsky Negyedik Orbán-kormány, byl vládní kabinet Maďarska, který vznikl po parlamentních volbách 2018 pod vedením Viktora Orbána (Fidesz), který vládl od května 2018 do května 2022.

## Vznik vlády
Dne 17. dubna republikový prezident János Áder pověřil sestavením vlády Viktora Orbána, dosavadního premiéra a předsedu vítězné koalice stran Fidesz a KDNP. Dne 27. dubna představil tiskový mluvčí premiéra Bertalan Havasi seznam ministrů nové vlády.
Dne 10. května 2018 poslanci Zemského sněmu zvolili Viktora Orbána do funkce předsedy vlády, PRO hlasovalo 134 poslanců z vládní koalice Fidesz a KDNP a také Imre Ritter z MNGÖ, PROTI bylo 28 poslanců z frakce Hnutí za lepší Maďarsko a Demokratická koalice. Hlasování se neúčastnili poslanci za MSZP, LMP a Párbeszéd. Tím se Viktor Orbán stal od roku 1848 prvním maďarským premiérem, který řídil svou v pořadí čtvrtou (a později i pátou) vládu.

### Parlamentní hlasování
| Kandidát         | Subjekt          | Hlasování | Hlasování | Parlamentní frakce               |
| Kandidát         | Subjekt          | Počet     | v %       | Parlamentní frakce               |
| ---------------- | ---------------- | --------- | --------- | -------------------------------- |
| Viktor Orbán     | Fidesz–KDNP      | 134       | 67.0      | 117 Fidesz, 16 KDNP, 1 MNGÖ      |
| PROTI            | opozice          | 28        | 14.0      | DK, Jobbik                       |
| Zdrželo se       | Zdrželo se       | 0         | 0.0       | —                                |
| Nehlasovalo      | Nehlasovalo      | 37        | 18.0      | LMP, MSZP, Párbeszéd, nestraníci |
| Celkem hlasovalo | Celkem hlasovalo | 162       | 81.0      |                                  |
| Celkem poslanců  | Celkem poslanců  | 199       | 100.0     |                                  |

## Složení vlády
| Úřad                                                                                                  | Člen vlády           | Člen vlády                 | Subjekt | Subjekt     | Období ve funkci                  | Období ve funkci  | Poznámky             |
| Úřad                                                                                                  | Člen vlády           | Člen vlády                 | Subjekt | Subjekt     | nástup                            | odchod            | Poznámky             |
| --- | -------------------- | -------------------------- | ------- | ----------- | --------------------------------- | ----------------- | -------------------- |
| Předseda vlády (Miniszterelnök)                                                                       | Viktor Orbán         | Viktor Orbán               |         | Fidesz      | 10. květen 2018 (29. květen 2010) | 24. květen 2022   | Orbán II. Orbán III. |
| 1. místopředseda vlády Ministr bez portfeje pro národní politiku, menšinovou politiku a věci církevní | Zsolt Semjén         | Zsolt Semjén               |         | KDNP        | 18. květen 2018 (1. červen 2010)  | 24. květen 2022   | Orbán II. Orbán III. |
| Místopředseda vlády a ministr financí                                                                 | Mihály Varga         | Mihály Varga               |         | Fidesz      | 18. květen 2018 (7. březen 2013)  | 24. květen 2022   | Orbán II. Orbán III. |
| Místopředseda vlády a ministr vnitra                                                                  | Sándor Pintér        | Sándor Pintér              |         | nestraník   | 18. květen 2018 (29. květen 2010) | 24. květen 2022   | Orbán II. Orbán III. |
| Vedoucí ministr Úřadu předsedy vlády                                                                  | Gergely Gulyás       | Gergely Gulyás             |         | Fidesz      | 18. květen 2018                   | 24. květen 2022   |                      |
| Vedoucí ministr Kabinetní kanceláře předsedy vlády                                                    | Antal Rogán          | Antal Rogán                |         | Fidesz      | 18. květen 2018                   | 24. květen 2022   |                      |
| Ministr zahraničí a zahraničních věcí                                                                 | Péter Szijjártó      | Péter Szijjártó            |         | Fidesz      | 18. květen 2018 (23. září 2014)   | 24. květen 2022   | Orbán III.           |
| Ministr(yně) spravedlnosti                                                                            | László Trócsányi     | László Trócsányi           |         | nestraník   | 18. květen 2018 (6. červen 2014)  | 30. červen 2019   | Orbán III.           |
| Ministr(yně) spravedlnosti                                                                            | Judit Varga          | Judit Vargová              |         | Fidesz      | 11. červenec 2019                 | 24. květen 2022   |                      |
| Ministr lidských zdrojů                                                                               | Miklós Kásler        | Miklós Kásler              |         | nestraník   | 18. květen 2018                   | 24. květen 2022   |                      |
| Ministr pro národní inovace a technologie                                                             | László Palkovics     | László Palkovics           |         | nestraník   | 18. květen 2018                   | 24. květen 2022   |                      |
| Ministr zemědělství a rozvoje venkova                                                                 | István Nagy          | István Nagy                |         | Fidesz      | 18. květen 2018                   | 24. květen 2022   |                      |
| Ministr obrany                                                                                        | Tibor Benkő          | Tibor Benkő                |         | nestraník   | 18. květen 2018                   | 24. květen 2022   |                      |
| Ministr bez portfeje pro rozvoj JE Paks                                                               |                      | János Süli                 |         | KDNP        | 18. květen 2018 (2. květen 2017)  | 24. květen 2022   | Orbán III.           |
| Ministryně bez portfeje pro správu národního majetku                                                  | Andrea Bártfai-Mager | Andrea Bártfaiová-Magerová |         | nestranička | 18. květen 2018                   | 24. květen 2022   |                      |
| Ministryně bez portfeje pro rodinnou politiku                                                         | Katalin Nováková     | Katalin Nováková           |         | Fidesz      | 1. říjen 2020                     | 31. prosinec 2021 |                      |

## Politika vlády
Vláda s odvoláním na epidemii COVID19 v březnu 2020 prosadila v parlamentu schválení zákona, který rozšířil platnost dekretů, jež může vydávat premiér. Vládní dekrety vydané v mimořádné situaci nemusel každé 2 týdny stvrdit parlament, který by dokonce vůbec nemusel zasedat. Tím získal Viktor Orbán bezprecedentní moc, neboť opatření neměla jasné časové omezené.